# Glashüttenweg

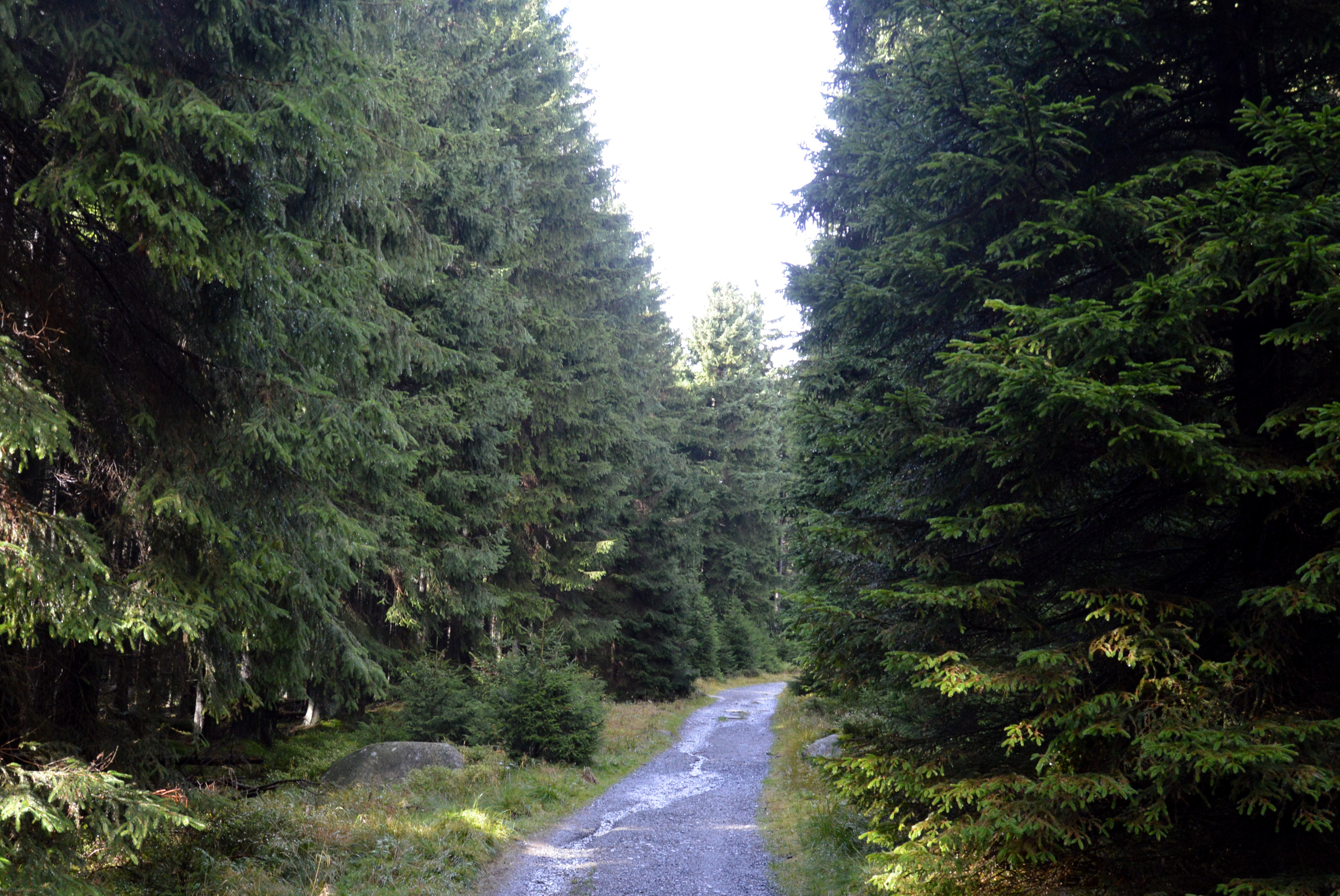
Glashüttenweg

Der Glashüttenweg ist ein Wanderweg nördlich des zur Stadt Wernigerode gehörenden Ortes Schierke im Harz in Sachsen-Anhalt.
Er ist etwa 7,5 Kilometer lang und befindet sich im südlichen Teil des bewaldeten Brockenmassivs. Der Glashüttenweg führt von Drei Annen Hohne nach Westen in Richtung Brockengipfel. Etwa 3,5 Kilometer vor dem Gipfel endet der Glashüttenweg jedoch und mündet in die Brockenstraße. Der Weg geht am Trudenstein vorbei, führt über die Wegkreuzung Spinne, umgeht den Erdbeerkopf und passiert in geringer Entfernung die Klippen Ahrentsklint, Schlungsklippe und die Kapellenklippen.
Der Name des Wegs geht auf die ursprünglich am Jacobsbruch befindliche Glashütte zurück. Sie bestand für wenige Jahre im 19. Jahrhundert. Der Glashüttenweg diente als Transportweg zur Hütte, von der nur wenige Fundamentreste erhalten sind.
Über den Glashüttenweg wird der Fernwanderweg Harzer-Hexen-Stieg geführt.